# Ernest Shackleton

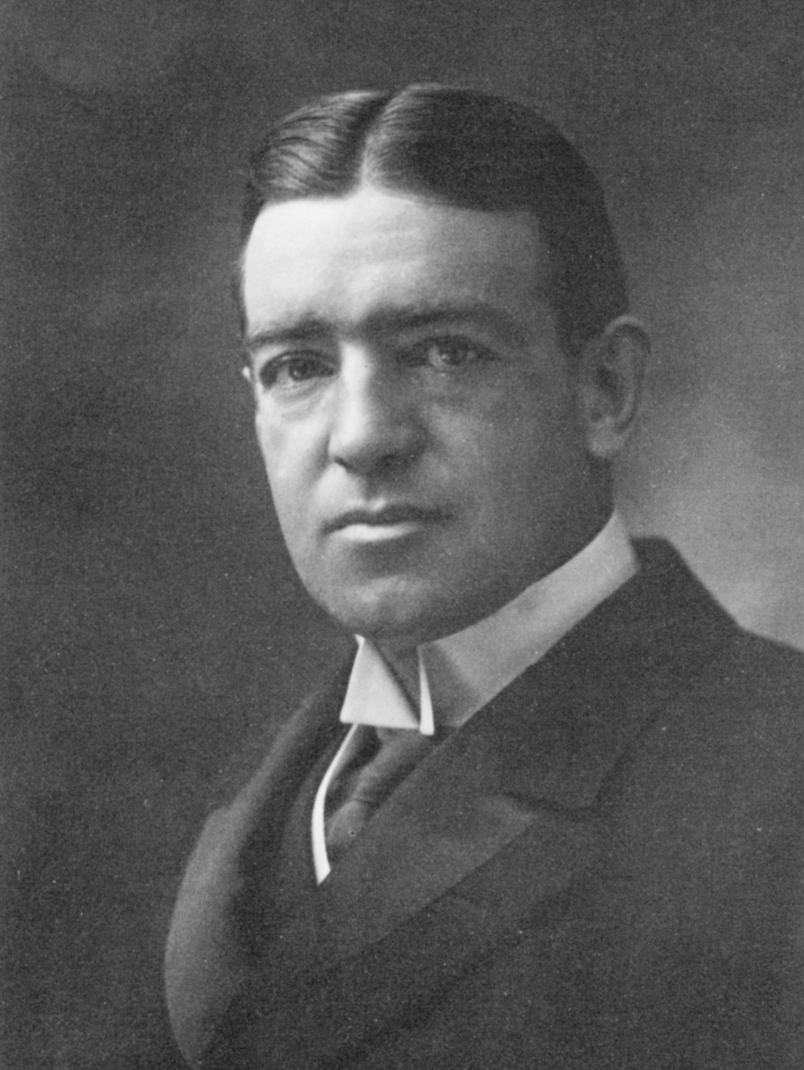
Ernest Shackleton, door Félix Nadar, 1904

Ernest Henry Shackleton (Kilkea (County Kildare, Ierland), 15 februari 1874 – Zuid-Georgia, 5 januari 1922) was een Anglo-Ierse ontdekkingsreiziger.

## Levensloop
Ernest Shackleton was de tweede van tien kinderen en oudste zoon van Henry en Henrietta. Op zijn zesde verhuisde het gezin naar Dublin waar zijn vader geneeskunde ging studeren. Eenmaal afgestudeerd verhuisden ze naar Sydenham bij Londen en volgde Ernest van 1887 tot 1890 les aan het Dulwich College in de gelijknamige plaats Dulwich. Shackleton verliet de school, die hem al snel verveelde, op zijn zestiende om te gaan varen in de koopvaardij. In acht jaar tijd klom hij op van leerling tot tweede en eerste stuurman om in 1898 zijn kapiteinsbrevet te halen. In 1900 maakte hij kennis met de zoon van een van de belangrijkste sponsors van de Discovery-expeditie. Shackleton slaagde erin zich door diens vader te laten voordragen als lid van de expeditie, en hij werd aangeworven als derde officier. In 1904 trouwde hij met Emily Dorman, tezamen kregen ze drie kinderen - Raymond, Cecily en Edward.

### Discovery-expeditie
Van 1901 tot 1903 nam hij deel aan de Discovery-expeditie van Robert Falcon Scott en maakte hij voor het eerst kennis met Antarctica. Tijdens de terugtocht van hun sledetocht over het Ross-ijsplateau kreeg Shackleton scheurbuik en was hij zo verzwakt dat zijn twee metgezellen, Scott en Edward Adrian Wilson hem deels op de slee moesten voorttrekken. Bij aankomst in het expeditiekwartier op Hut Point besliste Scott om Shackleton met het eerste aflossingsschip huiswaarts te sturen, officieel om gezondheidsredenen. Shackleton, die overtuigd was dat hij nog een tweede overwintering op Antarctica aankon, ervoer zijn terugzenden, vooral door de publicatie van Scotts relaas van de expeditie, als een blamage. Hij nam zich voor zijn gelijk te halen door zelf een expeditie te organiseren.

### Nimrod-expeditie
Begin 1907 maakte hij zijn plannen om de zuidpool en magnetische zuidpool te bereiken openbaar en begon hij met het zoeken naar fondsen en het aanwerven van personeel. Scott maakte toen al voorbereidingen voor een nieuwe expeditie met als doel de pool echter zonder dat dit publiek bekend was. Shackleton kwam er echter snel achter toen hij merkte dat verschillende van de Discovery expeditieleden hun medewerking weigerden omdat ze al met Scott in zee gingen. Bovendien schreef Scott hem persoonlijk met de uitdrukkelijke vraag af te zien van een landing in het gebied rond McMurdo Sound zoals voorzien, omdat Scott dit als zijn territorium beschouwde. Shackleton kon deze druk niet weerstaan en ging in op Scotts vraag. Ondanks deze moeilijkheden en het feit dat hij volledig aangewezen was op privé-financiering slaagde hij er toch in op zes maanden tijd startklaar te zijn. Als schip had hij de Nimrod gekocht waarmee hij op 1 januari 1908 uit Nieuw-Zeeland vertrok. Bij het zoeken naar een landingsplaats probeerde hij het eerst bij de Barrier Inlet, op zowat 400 kilometer van McMurdo, die ze tijdens de Discovery expeditie ontdekt hadden. Het ijs was er echter helemaal afgebroken en de Inlet vormde nu een heuse baai die hij prompt de Bay of Whales doopte omwille van het grote aantal walvissen. Door het afkalven van het ijs had Shackleton geen vertrouwen meer in deze plek en was hij door tijds- en brandstofgebrek gedwongen om toch in McMurdo aan land te gaan.
Op 29 oktober 1908 vertrok hij met drie metgezellen, Wild, Marshall en Adams, op weg naar de pool. Bij het eind van het Ross-ijsplateau ontdekten ze de pal zuid lopende Beardmoregletsjer die ze beklommen om het poolplateau te bereiken. Door stevig te beknibbelen op de voedselrantsoenen wist Shackleton zijn geplande tocht van 91 dagen te verlengen waardoor hij langer zuid kon blijven gaan. Voor de pool zelf kwam hij echter net iets te kort. Op 9 januari 1909 bereikte hij 88°23' ZB, bijna 156 km van de Zuidpool. Ze waren 73 dagen onderweg geweest en Shackleton hoopte nu tegen 1 maart, minder dan 50 dagen, terug de basis te halen om tijdig terug te zijn vooraleer de Nimrod, volgens zijn orders, zou afvaren naar de bewoonde wereld. Dankzij een stevige rugwind en door gebruik te maken van een zeil op de slee maakten ze goede vooruitgang. Toch werd het nog een dubbeltje op zijn kant toen Marshall eind februari fysiek instortte en Shackleton besloot samen met Wild alleen door te gaan om hulp te halen. Zijn gok lukte en op 4 maart vertrok hij met zijn volledige bemanning terug naar huis.
Roald Amundsen en even later zijn oude expeditieleider en nu rivaal, Robert Falcon Scott bereikten in 1911-1912 de pool wel, Scott kwam echter om op de terugweg van de pool.

### Trans-Antarctische-expeditie

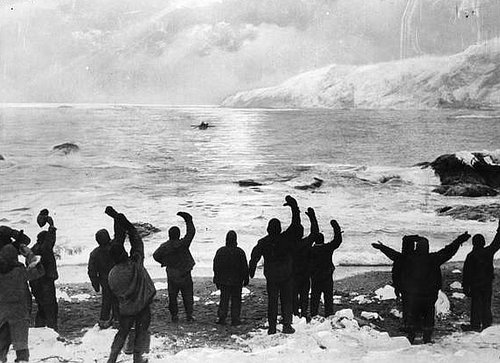
Ernest Shackleton verlaat Elephant Island in een sloep

In 1914 startte Shackleton een nieuwe expeditie naar Antarctica dat hij deze keer dwars wilde oversteken. Hiervoor zou hij twee schepen inzetten, zijn eigen Endurance via de Weddellzee en de Aurora via de Rosszee. Hij zou met een team van zes man per slee vanuit de Vahselbaai naar de pool vertrekken en via de Beardmoregletsjer over het Ross-ijsplateau, de Aurora bij Kaap Wild in McMurdo Sound trachten te bereiken. Het team van de Aurora zou hiervoor de nodige depots aanleggen voor de tocht over het ijsplateau.
Nog voor het bereiken van de Vashelbaai raakte de Endurance op 19 januari 1915 echter vast in het zee-ijs zonder zich voor het invallen van de winter vrij te kunnen maken. Shackleton hoopte alsnog vrij te komen bij het inzetten van de dooi in september, maar de beweging van het pakijs oefende een fatale druk uit op het schip en op 24 oktober was hij gedwongen het te verlaten en zijn kamp op te slaan op het pakijs. Een maand later verging het schip. Shackleton hoopte nu op het driftende pakijs Paulet eiland te bereiken bijna 250 kilometer verderop, maar door onoverkomelijk ijs, strandden ze op bijna 100 kilometer van hun doel. Toen op 9 april 1916 hun ijsschots in tweeën brak besloot hij te trachten met de drie reddingssloepen van de Endurance het dichtstbijzijnde eiland te bereiken. Na vijf dagen varen bereikte de expeditie Elephanteiland, waar ze op een klein strand met de sloepen een kamp improviseerden. Aangezien het eiland onbewoond was en ver van elke scheepvaartroute was Shackleton overtuigd dat hij zelf op zoek naar hulp moest. Met vijf metgezellen ging hij aan boord van de door de timmerman omgebouwde reddingssloep James Caird in de hoop Zuid-Georgia te bereiken. Op deze eilandengroep, op bijna 1000 zeemijl, bevond zich een station van Noorse walvisvaarders. Na twee weken varen waarbij ze een orkaan moesten trotseren bereikten ze de zuidkust, het eiland ronden om het station te bereiken was onmogelijk. Aan land gekomen besloot Shackleton om zonder enig aangepaste uitrusting met drie man, Worsley, Crean en Shackleton zelf, de klim over de rotskust en het gebergte te wagen. Na 36 uur kwamen ze eindelijk in de haven terecht en begon hij meteen aan het opzetten van een reddingsoperatie voor zijn metgezellen op Elephant Island. Na drie mislukte pogingen kon hij met de door Chili geleende marinesleepboot Yelcho op 30 augustus alle 22 leden gezond en wel oppikken. Vanuit Nieuw-Zeeland ging hij met de Aurora de tweede groep op Kaap Wild ontzetten. Deze had zoals gepland de nodige depots aangelegd maar drie expeditieleden waaronder de aanvoerder waren omgekomen.

### Laatste expeditie en overlijden
In 1921 begon hij aan een ambitieuze expeditie om het hele Antarctische continent rond te zeilen aan boord van de Quest. Al in een vroeg stadium waren er technische moeilijkheden met het schip. Vervolgens kreeg Shackleton twee hartaanvallen, waarvan de laatste fataal was. Hij overleed op 47-jarige leeftijd op Zuid-Georgia, waarop besloten werd naar Engeland terug te varen. Zijn vrouw liet echter weten dat de begrafenis op Zuid-Georgia moest plaatsvinden, dus keerde het schip ter hoogte van Montevideo terug. Ernest Shackleton werd op 5 maart 1922 op Zuid-Georgia begraven.
Vermoedelijk was Shackleton geboren met een atriumseptumdefect, een zogenaamd 'gaatje tussen de boezems van het hart'.
Het schip de Quest voer nog veertig jaar rond in diverse expedities en verging ten slotte in 1962 in de Labradorzee. De Noorse zeehondenjagers aan boord overleefden de ramp. In 2024 stuurde de Royal Canadian Geographic Society een schip uit om te zoeken naar het wrak, dat al na vijf dagen werd gevonden.

## Trivia
- In Almere ligt de Ernest Schackletonstraat.